# جامع الرمادي الكبير
جامع الرمادي الكبير من مساجد العراق القديمة، ويقع في منطقة القطانة قرب المسطر، في قضاء الرمادي في محافظة الأنبار، وبني في عام 1303هـ/1886م، وشيد على نفقة دائرة الأوقاف في عهد الدولة العثمانية، وتبلغ مساحتهُ 5000 متر مربع، ويحتوي الحرم على مصلى يتسع لأكثر من 1000 مصل، وفيهِ محفل للقراء ومنبر مصنوعان من الخشب الصاج، وتعلو الحرم قبة كبيرة قطرها 30 متراً وبقربها منارة مئذنة عالية، وكلاهما مزخرف بالكاشي الملون الكربلائي، وتقام في الجامع صلاة الجمعة وصلاة العيد والصلوات الخمس، ومن ملحقات الجامع مدرسة ومكتبة وغرفة للإمام والخطيب، والجامع مستلم من قبل ديوان الوقف السني وحالتهُ مضبوطة وآخر ترميم لهُ كان في عام 2005م.
ولقد تعرض مبنى الجامع للاعتداء والتخريب بعد عام 2005م، وأغلق لمدة سنتين ثم أفتتح وأعيد ترميمهُ في أواخر عام 2007م. ثم تعرض للهدم والتخريب في عام 2016 نتيجة الحرب، وأعيد بناؤه وتعميره في عام 2017.